# Camptotypus depulsator
Camptotypus depulsator är en stekelart som först beskrevs av Tosquinet 1903.  Camptotypus depulsator ingår i släktet Camptotypus och familjen brokparasitsteklar. Inga underarter finns listade.